# Championnats du monde de tir 1908
Navigation
Édition précédente Édition suivante
Les championnats du monde de tir 1908, douzième édition des championnats du monde de tir, ont eu lieu à Vienne, en Autriche-Hongrie, en 1908.